# Страховщик
Страхо́вщик (англ. Insurer) — юридическое лицо, имеющее лицензию на осуществление страховой деятельности, выданную органом страхового надзора и принимающее на себя по договору страхования за определённое вознаграждение (страховая премия) обязательство возместить страхователю или другому лицу, в пользу которого заключено страхование (выгодоприобретателю), убытки, возникшие в результате наступления страховых случаев, обусловленных в договоре.
Страховщик — это страховая организация, занимающаяся страхованием (страховая компания) или перестрахованием (перестраховочная компания), либо организация, занимающаяся взаимным страхованием (общество взаимного страхования). Гражданский кодекс РФ так определяет страховщиков в статье 938 «Страховщик»:

В качестве страховщиков договоры страхования могут заключать юридические лица, имеющие разрешения (лицензии) на осуществление страхования соответствующего вида.
Требования, которым должны отвечать страховые организации, порядок лицензирования их деятельности и осуществления надзора за этой деятельностью определяются законами о страховании.
— Гражданский кодекс, глава 48, статья 938
Более расширенное толкование даётся в законе «Об организации страхового дела» в статье 6 «Страховщики»:

Страховщики — страховые организации и общества взаимного страхования, созданные в соответствии с законодательством Российской Федерации для осуществления деятельности по страхованию, перестрахованию, взаимному страхованию и получившие лицензии на осуществление соответствующего вида страховой деятельности в установленном настоящим Законом порядке. Страховые организации, осуществляющие исключительно деятельность по перестрахованию, являются перестраховочными организациями.
— Закон РФ от 27 ноября 1992 N 4015-1 «Об организации страхового дела в Российской Федерации», статья 6
В большинстве стран мира деятельность страховщиков носит: а) эксклюзивный характер (то есть им запрещено заниматься чем-то иным, кроме страхования) и б) специализированный характер (то есть страховщик занимается либо только страхованием жизни и определёнными видами личного страхования, либо только иными видами страхования — имущественным и некоторыми видами личного страхования).
В России все страховщики имеют лицензии и наряду с перестраховочными компаниями, обществами взаимного страхования, страховыми брокерами и актуариями вносятся в единый государственный реестр субъектов страхового дела.
Достаточно часто страховщиками называют также собирательно всех сотрудников страховых компаний.